# Nerushai
Nerushai  (ucraniano: Нерушай) es una localidad del Raión de Bilhorod-Dnistrovskyi en el Óblast de Odesa de Ucrania. Según el censo de 2001, tiene una población de 1993 habitantes.